# Билевич, Михаил Васильевич
Михаил Васильевич Билевич (1779 — после 1859) — русский педагог.

## Биография
Родился в 1779 году в Быстрице (в Венгрии или Галиции).
После львовской гимназии учился в Львовском и Пештском университетах и в Пресбургской академии.
В 1806 году был приглашён Харьковским университетом на должность учителя философии и латинского языка в Новгород-Северское училище. Затем преподавал в Новгород-Северской гимназии латинский и немецкий язык (1808—1816), а в 1816—1821 гг. — естественную историю, технологию и коммерцию. В 1821 году был переведён в Нежинскую гимназию — профессором немецкой словесности. Здесь ему пришлось преподавать и русскую грамматику, а после сдачи в Харьковском университете экзамена по юридическим наукам, в январе 1824 года он был назначен старшим профессором политических наук; временно он исправлял должность директора гимназии (с 24 июля по 29 октября 1826) и был членом Правления гимназии (с 13 ноября 1830 по 1 сентября 1831).
В 1833 году М. В. Билевич оставил службу в гимназии и переехал в Санкт-Петербург, где некоторое время занимал место инспектора Училища детей придворных служителей. Затем уехал на жительство в Кишинёв; с 1839 года был наставником-наблюдателем математических наук в Лесном межевом институте.